# 圣和学园短期大学
圣和学园短期大学（日语：／ Seiwa Gakuen Tanki Daigaku *），简称圣和短大（せいわたんだい），是一所位于日本宫城县仙台市泉区的私立短期大学。

## 概要

### 简介
- 学校最早可以追溯到1930年。短期大学为于1951年开办[2]、由学校法人圣和学园经营、来源于宫城县佛教会。开始招収男学生从2005年。

### 历史
- 1951年 圣和学园短期大学成立并同时设置两个学科、以下列挙。
  - 日文科
  - 服装科[注 8][2]。
- 1963年 保育科成立[2]。
- 1988年 迁址至仙台市泉区南中山5-5-2[2]。
- 1993年 服装科[注 8]变更为生活文化科[2]。
- 2003年 日文科变更为人类交流学科[注 3][2]。
- 2004年 两个学科即人类交流学科[注 3]和生活文化科各自招生最后[2]。次年两个学科合并为职业启发总合学科[注 1][2]。
- 2005年 开始招収男学生。
- 2006年 今年3月31日生活文化科正式停办[3]。、7月31日人类交流学科[注 3]正式停办[3]。
- 2007年 保育科改编为保育福祉科（分离为保育专攻和护理福利专攻[注 2]）

### 宪章
- 请参看圣和学园短期大学的标志 （页面存档备份，存于） （日語） 2014年1月12日阅览。

## 学校环境
- 校区：在宫城县仙台市泉区

## 历任校长
- 鸣海涉：现在短期大学校长[4]

## 组织

### 学科
- 阅历开发总合学科[注 1]
- 保育福利学科
  - 保育专攻
  - 护理福利专攻[注 2]

### 前学科
- 人类交流学科[注 3][注 4][注 5]
- 生活文化科[注 4][注 6]
- 保育科[注 7]

### 专科
| - 没有 |

### 业余课程
| - 没有 |

### 附属学校
| - 幼儿园：圣和幼儿园 |

## 相关链接
- 日本短期大学列表